# Elizabeth Cary Agassiz
Pour les articles homonymes, voir Agassiz.
Elizabeth Cary Agassiz (5 décembre 1822 - 27 juin 1907) est une auteure de manuels scolaires de zoologie et de sciences naturelles, professeure, biographe et diariste américaine.
Épouse de Louis Agassiz, elle joue un rôle considérable dans la carrière de son mari de 1850 à 1873, année où il est mort. Elle a publié ensuite plusieurs travaux sous son nom propre. Elle est la première présidente du Radcliffe College de 1882 à 1903, elle a ainsi permis l'ouverture à l'éducation des femmes américaines.

## Enfance
Elizabeth Cary nait le 5 décembre 1822 à Boston. Son histoire familiale est retracée depuis leur arrivée sur le Nouveau continent, en 1630~1639. Ses parents, Thomas Graves Cary et Mary Perkins, se sont rencontrés pendant leurs études de droit à Harvard. Ils se marieront en 1820, et par la suite, donneront naissance à sept enfants, dont Elizabeth sera l'une des aînées. Du fait de la longue histoire familiale, les liens sont forts, et les Cary sont installés dans un quartier de Boston, où d'autres membres de leur famille résident. En plus de leur maison familiale, une maison secondaire à Nahant accueillera la jeune Elizabeth depuis son enfance, jusqu'au crépuscule de sa vie, en 1904.
Les enfants Cary ont pu suivre des cours à l'école, sauf Elizabeth du fait de problèmes pulmonaires. 

## Rencontre avec Louis Agassiz
C'est en 1844, alors âgée de 22 ans qu'elle fait la rencontre de Louis Agassiz. Ce naturaliste suisse est dépêché à Boston en tant qu'enseignant. Lorsqu'il arrive aux États-Unis, à l'âge de 37 ans il était alors marié avec Cécilie Braun. Sa femme ainsi que ses trois enfants, Alexander, Ida et Pauline sont restés en Europe, les enfants étant encore trop jeunes pour traverser l'Atlantique. Sa femme meurt quelques mois après son départ. L'enseignement du chercheur fit forte impression auprès de ses pairs, et de longues amitiés se créeront, comme celle avec le futur président de Harvard, le professeur Cornelius Conway Felton (en). Celui-ci est marié avec Marie Cary, et c'est lors de dîners auxquels Louis est invité qu'Elizabeth fera sa connaissance. Ils se marient le 25 avril 1850.

## Voyages
La couple effectuera par la suite plusieurs voyages, principalement en Amérique du Sud. 

### Voyage au Brésil (1865-1866)
Ce premier voyage débuta en 1865, après la fermeture de l'école. Louis Agassiz avait alors besoin de changer d'air, ses problèmes de santé le frappant toujours. Mais rapidement, ce voyage de plaisance pour le couple se transforma en expédition scientifique, dont le but était de récupérer des spécimens vivant dans le fleuve Amazone afin de compléter les collections américaines. Durant un an, la petite équipe réunie autour du couple fit des allers-retours entre Rio de Janeiro et la forêt amazonienne. Pour Elizabeth, ce fut l'occasion d'enrichir ses connaissances, en suivant des cours de portugais. Ils eurent également l'occasion de rencontrer l'empereur du Brésil, Pedro II avec qui ils se lièrent d'amitié. Plusieurs anecdotes liées à ce voyage sont retranscrites dans les correspondances d'Elizabeth Agassiz.
Parmi elles certaines mettent en valeur le charisme d'Elizabeth. En effet, en tant qu'étrangère, elle n'était pas soumise aux tabous des femmes dans les villages qu'elle traversait. Elle avait ainsi le droit de sortir, d'aller dans la forêt, et de converser avec des hommes. Le contact avec les femmes était donc plus difficile à faire pour elle, et craignait d'être rejetée par la communauté féminine. Cependant, le jour de son départ d'un des villages, elle reçut un présent, accompagné de l'annotation suivante : « Nous autres, les femmes, à qui le monde s’obstine à refuser les grandes qualités qui ennoblissent la nature humaine comme l’intelligence, la fermeté, le courage, l’amour de la gloire et autre, nous laissant par grâce la sensibilité du cœur, nous sommes heureuses de voir réunies dans votre seule personne ces qualités qui sont rehaussées par votre extrême amabilité et exquise délicatesse nous ont gagné votre amitié », comme preuve de l'inspiration qu'elle prodigue.
À Tefé en septembre 1865, Elizabeth recrute Alexandrina.

## Présidence du Radcliffe Collège
En 1879, Elizabeth reçoit une proposition de Harvard, afin de monter un projet, visant à inclure les femmes dans leur système éducatif.